# تئودور یکم لاسکاریس
تئودور یکم لاسکاریس(به یونانی: Θεόδωρος Α' Λάσκαρις, Theodōros I Laskaris)(به انگلیسی: Theodoros I Komnenos Laskaris) (زادهٔ پیرامون ۱۱۷۴ — درگذشتهٔ نوامبر ۱۲۲۱ یا ۱۲۲۲) نخستین امپراتور امپراتوری نیقیه (دولت در تبعید بیزانس) و وارث قانونی امپراتوری روم شرقی در دوران اشغال قسطنطنیه توسط نیروهای صلیبی بود.

## زندگی

### سال‌های نخستین
تئودور لاسکاریس، داماد آلکسیوس سوم، امپراتور وقت بیزانس و جانشین او بود. آلکسیوس سوم خود با کودتا علیه برادرش ایزاک دوم به امپراتوری بیزانس رسیده بود و پس از در دست گرفتن قدرت، برادرش را کور و او را همراه با پسرش آلکسیوس (پسر ایزاک دوم و بعدتر امپراتور آلکسیوس چهارم) زندانی کرده بود. با این حال آلکسیوس موفق به فرار از زندان شد و به خواهر و شوهر خواهرش در آلمان پیوست و با دادن وعده‌هایی به فرماندهان صلیبیون آنها را مجاب نمود تا با کشاندن چهارمین جنگ صلیبی به قسطنطنیه، او و پدرش را بار دیگر به قدرت بازگردانند.
نقشهٔ آلکسیوس نتیجه‌بخش بود و نیروهای صلیبی قسطنطنیه، پایتخت امپراتوری بیزانس را در ۱۲۰۴ به اشغال خود درآوردند و آلکسیوس و پدرش ایزاک بار دیگر قدرت را در دست گرفتند. آلکسیوس سوم نیز با گنجینه‌هایی که تا حد توانش برداشته بود به تراکیه گریخت.

### امپراتوری نیقیه
به‌دنبال فتح پایتخت توسط صلیبیون، تئودور لاسکاریس گروهی از فراریان و پناه‌جویان بیزانسی را نخست در بروسا و سپس در نیکیا (نیقیه) در بسفر در آسیای صغیر گردهم آورد و دولت بیزانسی جدیدی را تشکیل داد. او سپس در ۱۲۰۸ عنوان امپراتور تئودور یکم را برای خود برگزید و پس از آن نه‌تنها به دفاع از امپراتوری نوپای خود در برابر نیروهای صلیبی برآمد، بلکه همزمان آن را در برابر تهدیدهای داوید کامننوس، امپراتور یونانی رقیب خود در ترابوزان در شرق دریای سیاه و همچنین ترکان سلجوقی در شرق نیقیه نیز محافظت می‌نمود.

### درگیری با آلکسیوس سوم و کیخسروی یکم
آلکسیوس سوم که در این مدت تلاش‌هایش برای بازپس‌گیری تاج و تختش به شکست انجامیده بود سرانجام از کیخسرو یکم، سلطان سلجوقی روم پناه خواست و او نیز آلکسیوس را پیش خود پذیرفت. آنها سپس مدعی امپراتوری نیقیه و خواهان کناره‌گیری تئودور یکم از قدرت شدند که با مقاومت او همراه شد. پس کیخسرو و آلکسیوس سوم ارتشی گرد آورده و در بهار ۱۲۱۱ به امپراتوری نیقیه یورش بردند که در نهایت به شکست آنها انجامید. کیخسرو در میدان نبرد کشته شد و آلکسیوس نیز دستگیر، زندانی و سپس به صومعه‌ای در نیقیه فرستاده شد که در همانجا نیز در همان سال درگذشت.

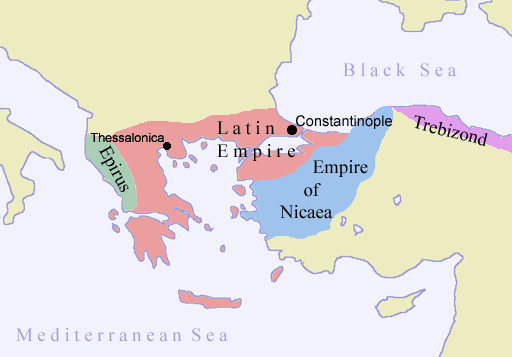
تقسیم امپراتوری بیزانس پس از چهارمین جنگ صلیبی: امپراتوری نیقیه (آبی)، امپراتوری لاتین (صورتی)، امپراتوری ترابوزان (ارغوانی) و فرمانداری اپیروس (سبز). مرزبندی‌ها چندان دقیق نیستند.

### ارتباط با لاتین‌ها و ونیزی‌ها
تئودور یکم پس از یک دوره درگیری نظامی با هانری فلاندرز، امپراتور لاتین‌تبار قسطنطنیه عهدنامهٔ صلحی را در حدود ۱۲۱۴ با او امضا نمود که مرزهای امپراتوری یونانی نیقیه و امپراتوری لاتینی قسطنطنیه در آن مشخص شده بود. تئودور سپس بخش عظیمی از قلمرو ترابوزان را ضمیمهٔ خاک خود نمود. او همچنین پس از مرگ هانری فلاندرز در ۱۲۱۶ برای تقویت روابط خود با امپراتوری لاتین با ماریا، دختر امپراتریس یولاند به‌عنوان سومین همسر خود ازدواج نمود و در ۱۲۱۹ پیشنهاد داد تا روحانیون یونانی و لاتینی با یکدیگر در نیقیه به‌منظور بررسی اتحاد دو کلیسای ارتدکس و کاتولیک دیدار نمایند. 
تئودور سپس در اوت ۱۲۱۹ توافقنامهٔ تجاری سودمندی را با ونیزی‌ها در قسطنطنیه امضا نمود و کمی پیش از مرگش با رابرت کورتنی، پسر یولاند و امپراتور بعدی لاتین که تئودور دخترش اودوسیا را به همسری او درآورده بود بر سر مسایل مربوط به دو طرف مذاکره کرد.

### مرگ
تئودور یکم در ۱۲۲۱ یا ۱۲۲۲ درگذشت و پس از او دامادش با عنوان ژان سوم به امپراتوری نیقیه رسید.